# Dietrich von Saucken
Dietrich von Saucken, właśc. Friedrich Wilhelm Eduard Kasimir Dietrich von Saucken (ur. 16 maja 1892 w Fischhausen, zm. 27 września 1980 w Pullach im Isartal) – niemiecki generał wojsk pancernych, uczestnik I i II wojny światowej. 
W czasie II wojny światowej dowódził m.in. 4 Dywizją Pancerną i 2 Armią. W 1945 roku w rejonie Gdańska został wzięty do niewoli przez żołnierzy 2 Frontu Białoruskiego Armii Czerwonej.

## Ordery i odznaczenia
- Order Rodu Hohenzollernów
- Austriacki Krzyż Zasługi Wojskowej (III klasy)
- Bawarski Order Zasługi Wojskowej (III klasy)
- Odznaczenie czołgistów – srebrne (III klasy)
- Wojenny Krzyż Zasługi z Mieczami
- Czarna Odznaka za Rany
- Krzyż Żelazny (II klasy)
- Krzyż Żelazny (I klasy)
- Krzyż Rycerski Krzyża Żelaznego z Liśćmi Dębu, Mieczami i Brylantami
  - Krzyż Rycerski (6 stycznia 1942)
  - 281. Liście Dębu (22 sierpnia 1943)
  - 46. Miecze (31 stycznia 1944)
  - 27. Brylanty (8 maja 1945)